# Gilbert Richard Redgrave
Pour les articles homonymes, voir Redgrave.
Gilbert Richard Redgrave est un bibliographe, dessinateur d'architecture et historien de l'art britannique né le 12 mai 1844 et mort le 14 juin 1941 à Abinger Common.

## Biographie
Fils du peintre Richard Redgrave, Gilbert travaille sur le projet du Royal Albert Hall, concevant notamment la cérémonie d'ouverture, et sur celui de l'Alexandra Palace. Il est nommé architecte auprès de la commission royale chargée de préparer l'Exposition universelle de 1878 à Paris. 
Il a également une importante activité dans le domaine de l'éducation : secrétaire de la commission royale pour l'instruction technique (1881-1884), il devient inspecteur et secrétaire adjoint du Board of Education (1900).
Il donne une édition des écrits de son père et publie plusieurs livres sur l'histoire de l'art. Président de la Bibliographical Society en 1908, son œuvre bibliographique majeure est le STC, ou A short-title catalogue of books printed in England, Scotland, & Ireland and of English books printed abroad, 1475-1640 rédigé avec Alfred William Pollard (1926).